# BM-30 Smertch
Le BM-30 Smertch (en russe : РСЗО 9К58 « Смерч », signifiant « tornade ») est la 3e génération de lance-roquettes multiple conçue par la société NPO Splav du complexe militaro-industriel soviétique dans les années 1980. Le système complet qui comprend plusieurs éléments et véhicules et nommé 9K58 tandis que le véhicule lanceur est nommé dans sa version initiale 9A52 ou BM-30. Il complète les systèmes BM-21 Grad et BM-27 Ouragan.

## Historique
La décision de lancer le développement d'une nouvelle génération de lance-roquettes multiple est adoptée le 16 décembre 1976 par le Comité central du Parti communiste de l'Union soviétique. Ce lance-roquettes multiple est le descendant direct de la Katioucha, aussi connue avec le surnom d'« orgue de Staline ».
Apparue en 1983, la première version 9A52 est adoptée par l'armée soviétique sur la base de la décision du Comité central du Parti communiste de l'Union soviétique du 19 novembre 1987. La 2e version 9A52-2 est adoptée en 1989. Présenté en 1990 à l'étranger, il est depuis exporté dans plusieurs pays.

### 9A52-4 Tornado-S
Le 29 décembre 2016, l'armée a reçu le premier lot du nouveau système de lance-roquettes multiple, le Tornado-S. Une mise à niveau du Smertch surnommée le 9A52-4 Tornado-S comprend un nouveau système automatisé de guidage et de contrôle de tir, des roquettes améliorées. Les essais d'État du Tornado-S se sont terminés au début de l'année 2016 et le ministère de la Défense a confirmé que l'introduction massive du système commencerait en 2017. Conçu dans les années 2000 et introduit en 2011, le Tornado a été construit comme une version légère et plus mobile du système de lance-roquettes multiple lourd BM-30 Smertch. Il comporte un nouveau système automatisé de guidage et de contrôle de tir permettant la coordination et le contrôle automatisés simultanés du tir de l'ensemble d'un bataillon d'artillerie.
Il y a deux versions du Tornado-S, une version qui extérieurement semble presque identique au BM-30 Smerch 9A52-2 de base, mais dispose d'un récepteur GLONASS monté sur la partie avant gauche du compartiment de conduite. De plus, au-delà des différences externes, les systèmes de mission améliorés incluent un système de contrôle de tir numérique automatisé (FCS), qui permet au lanceur de viser automatiquement les coordonnées de la cible reçues via le système de gestion de combat. L'équipage peut également faire feu depuis la cabine du camion, plutôt que depuis le poste situé à l'arrière gauche du lanceur. Une autre version a été présentée conçue pour être plus légère, flexible, aérotransportable et opérée par un équipage réduit. Cette version dispose de 6 tubes et elle devrait pouvoir être rechargée en une seule fois, c'est-à-dire en remplaçant les 6 tubes utilisés avec 6 nouveaux tubes qui contiennent des munitions pour un rechargement quasi immédiat. Cette version serait encore en cours de développement et, même si de nombreux médias font référence à cette version du Tornado-S déployée en Ukraine sous le nom de 9A52-4, il n'y a pas encore de preuve que cette variante ait été déployée.
La véritable amélioration du Tornado-S a été démontrée lors du conflit en Ukraine avec l'utilisation de deux nouvelles roquettes, les 9M544 et 9M549. Ces deux nouvelles roquettes reprennent les caractéristiques des munitions précédentes en termes de masse et de taille mais la portée et la précision ont été améliorées. Ces deux munitions sont guidées et selon les informations disponibles, celles-ci ont une portée de 120 km et une erreur circulaire probable (CEP) de 5 à 10 m. Cela représente une amélioration importante pour ce système car les précédentes roquettes non guidées comme la 9M55K avait une CEP de 150 m.
Équiper les véhicules de combat d'un système de conduite de tir automatisé qui permet la localisation topographique et l'orientation au sol, ainsi que le guidage pour le tir de manière autonome, ce qui réduit considérablement le temps de réaction entre une demande de tir et l’arrivée de la munition sur zone.

## Caractéristiques
Son armement se compose de 12 tubes lance-roquettes d'un calibre 300 mm. L'âme du tube est lisse et le guide de la roquette est une rainure en vis en forme de U. La structure de l'ensemble d'artillerie est orientée en site (élévation) jusqu'à un angle de +55°, tandis que son angle d'ouverture horizontal (azimut) est de 60° (30° à gauche et à droite de l'axe longitudinal du châssis).
Il utilise des roquettes de 300 mm, ayant une portée minimale de 20 km et maximale jusqu'à 90 km, pouvant transporter plusieurs types de sous-munitions. La précision intrinsèque du projectile est de 0,21 % de la portée. Par exemple un tir à 30 km aura une précision de 63 mètres, si ce tir porte à 60 km la précision sera de 126 mètres. La salve de 12 roquettes est tirée en 38 secondes et couvre une zone de 650 × 650 mètres (42,25 ha).
Son porteur est une variante du camion MAZ-7310 8 × 8 emportant un équipage de quatre servants. Il se met en place en trois minutes et peut partir en deux minutes après le tir. Son temps de rechargement est de 20 minutes.
L'ensemble du système d'armes comprend un véhicule lance-roquettes BM9A52-2, un transporteur de munitions TZM 9T234-2, un système de contrôle de poste de commandement/feu 1K123 « Vivary » et un véhicule d'entretien PM-2-70 MTO-V.
Un bataillon standard dispose de trois batteries disposant de quatre lanceurs.

### 9A52-4 Tornado-S
Le nouveau système dispose également d'une portée améliorée, grâce aux roquettes guidées, lui permettant de tirer à des distances allant jusqu'à 120 km de manière précise grâce à l'utilisation intégrée du système russe de navigation par satellite GLONASS. Les roquettes guidées ont atteint une augmentation de la portée et de la précision par rapport aux types précédents en équipant le module avant de gouvernails aérodynamiques cruciformes et en intégrant le système de contrôle 9B706 avec un équipement radioélectronique embarqué. Le 9B706 utilise un système de navigation inertielle CH398M (INS), qui reçoit les données des capteurs de vitesse et d'accélération linéaire. Ceci, associé aux modules GLONASS (également intégrés à l'unité du système de contrôle 9B706), fournit un flux de données en temps réel pour générer une trajectoire de vol quasi-balistique optimale pour les roquettes 9M544 et 9M549.

## Munitions
| Variante | Variante                                                                           | Roquette | Roquette | Ogive  | Ogive                                                             | Erreur circulaire probable | Portée maximum |
| Nom      | Type                                                                               | Masse    | Longueur | Masse  | Sous-munitions ou effet                                           | Erreur circulaire probable | Portée maximum |
| -------- | ---------------------------------------------------------------------------------- | -------- | -------- | ------ | ----------------------------------------------------------------- | -------------------------- | -------------- |
| 9M55K    | Sous-munitions anti-personnel                                                      | 800 kg   | 7,6 m    | 243 kg | 72 × 1,75 kg, se divise en 96 fragments de 4,5 g et 360 de 0,75 g | 150 m                      | 70 km          |
| 9M55K1   | Sous-munitions autoguidées antichar                                                | 800 kg   | 7,6 m    | 243 kg | 5 × 15 kg                                                         | 150 m                      | 70 km          |
| 9M55K4   | Sous-munitions, mine antichar                                                      | 800 kg   | 7,6 m    | 243 kg | 25 mines de 5 kg                                                  | 150 m                      | 70 km          |
| 9M55K5   | HEAT/explosif-fragmentation                                                        | 800 kg   | 7,6 m    | 243 kg | 646 × 0,25 kg (perce plus de 120 mm de blindage homogène laminé)  | 150 m                      | 70 km          |
| 9M55F    | Explosif-fragmentation                                                             | 800 kg   | 7,6 m    | 258 kg | 1 100 x 0,5 kg fragments de métal après explosion de la charge,   | 150 m                      | 70 km          |
| 9M55S    | Thermobarique                                                                      | 800 kg   | 7,6 m    | 243 kg | Explosion de 1 000° dans un rayon de 25 m                         | 150 m                      | 70 km          |
| 9M528    | Explosif-fragmentation                                                             | 815 kg   | 7,6 m    | 243 kg | 800 x 0,5 kg fragments de métal après explosion de la charge      | 150 m                      | 90 km          |
| 9M534    | Conteneur à drones                                                                 | 815 kg   | 7,6 m    | 243 kg | Une drone T90 de 40 kg avec une portée de 70 km                   | N/C                        | 90 km          |
| 9M544    | Roquette guidée à sous-munitions à double usage (charge creuse et à fragmentation) | 828 kg   | 7,6 m    | N/C    | 542 sous-munitions de 240 g à double usage                        | 5-10 m                     | 120 km         |
| 9M549    | Roquette guidée à sous-munitions HE fragmentation                                  | 828 kg   | 7,6 m    | N/C    | 72 sous munitions antipersonnel                                   | 5-10 m                     | 120 km         |

Une roquette-cargo peut emporter un drone de 42 kg pouvant assurer, pendant 20 à 30 minutes et à une altitude de 200 à 600 m, la surveillance d'une cible à une distance maximale de 90 km, distance que la roquette parcourt en 4 minutes. Selon le constructeur, cette surveillance permet de réduire de 25 % le nombre de roquettes nécessaires pour détruire la cible.

## Versions
- 9A52 : Version de base ; utilise le camion MAZ-543M.
- 9A52-2 : Utilise le camion MAZ-79111 ; version améliorée du Smertch avec de nouveaux systèmes de navigation et de ciblage ; capable de lancer des roquettes à portée étendue. Ce système est appelé 9A52-2. Il est compatible avec les roquettes à portée étendue, pouvant atteindre 90 km.
- 9A52-4 Tornado-S : Dernière version du Smertch, dispose de 6 tubes de calibre 300 mm ; version allégée du système d'armes du Smertch montée sur un châssis de camion Kamaz-63501, entrée en service en 2011. Sa véritable amélioration est apparue entre 2023/2024 avec l'utilisation de nouvelles roquettes guidées très précises, disposant d'une erreur circulaire probable comprise entre 5 et 10 m.
- 9A52-2T : Utilise le camion Tatra T816 tchèque ; 38,4 tonnes et trois membres d'équipage, variante destinée à l'armée Indienne.

### Copies et variantes étrangères
- Biélorussie - Polonez
- Chine - L'industrie de l'armement de la république populaire de Chine produit depuis la fin des années 1990 des systèmes d'armes fondés sur le BM-30 : 
  - PHL96 : sur un châssis de WS2400 (en) version initiale de la variante chinoise du BM-30, mise en service vers 1996. Très peu ont été construites car le PHL-03, une version plus avancée est entrée en service peu de temps après[27].
  - PHL-03 (en) : Développement chinois du PHL96. Le PHL03 est un PHL96 hautement numérisé doté d'un système de conduite de tir informatisé (FCS) intégrant GPS/GLONASS, il dispose d'un équipage de quatre hommes (contre trois pour le BM-30/PHL96), qui est entré en service vers 2004-2005.
  - AR2
- Corée du nord - M-2015 (KN-SS-X-09)
- Ukraine - Vilkha

## Utilisateurs
Liste des utilisateurs des systèmes Smertch en 2000, 2012, 2023 et 2025, cette liste contient les variantes Biélorusse, Chinoise et Ukrainienne,,.
| Utilisateurs        | Version                | Quantité en 2000 | Quantité en 2012 | Quantité en 2023 | Quantité en 2025 | Remarques |
| ------------------- | ---------------------- | ---------------- | ---------------- | ---------------- | ---------------- | --- |
| Arménie             | 9A52                   | 0                | 0                | 2                | 2                | Commande de 6 véhicules en 2016 |
| Algérie             | 9A52                   | 18               | 18               | 18               | 18               | Recçus en 1999 |
| Azerbaïdjan         | 9A52 Polonez           | -                | -                | 30 6             | 30 6             | |
| Biélorussie         | 9A52 Polonez Polonez-M |                  | 40               | 36 6             | 36 6 4           | |
| Cambodge            | PHL-03                 |                  |                  | 6                | 6                | |
| Chine               | PHL-03                 |                  |                  | 175              | 175              | |
| Corée du nord       | KN-9                   |                  |                  |                  | N/C              | en test, entre 10 et 100 exemplaires de produit |
| Émirats arabes unis | 9A52                   |                  |                  | 6                | 6                | |
| Éthiopie            | AR-2                   |                  | 2 †              | 0                | 0                | Capturés par les rebelles du tigray en 2021. |
| Inde                | 9A52-T                 |                  |                  | 42               | 42               | Mémorandum de coopération signé le 12 août 2012 pour la construction de BM-30 en Inde a été annulé par la Russie conduisant au développement du Pinaka Mark III pour le remplacer à partir des années 2020, |
| Kazakhstan          | -                      |                  | -                | -                | 6                | |
| Koweït              | 9A52                   | 27               | 27               | 27               | 27               | |
| Libye               | 9A52                   | 0                | 0                | 0                | N/C              | Système livré par la Russie à l'ANL du maréchal Haftar. |
| Maroc               | PHL-03                 |                  |                  | 12               | 36               | |
| Russie              | 9A52 9A52-4 Tornado-S  | 106              |                  | 109 20           | 50 20            | Quelques exemplaires pour l'infanterie de marine au début de la guerre, ce n'est plus le cas en 2025 suite au lourde perte subit                                                                            |
| Syrie               | 9A52                   | -                | N/C              | N/C              | N/C              | |
| Turkménistan        | 9A52-T                 | -                | 6                | 6                | 6                | |
| Ukraine             | 9A52 Vikha             | 94               | N/C              | 40 40            | 40 40            | |
| Venezuela           | 9A52                   | -                | -                | 12               | 12               | |

### Ancien opérateur

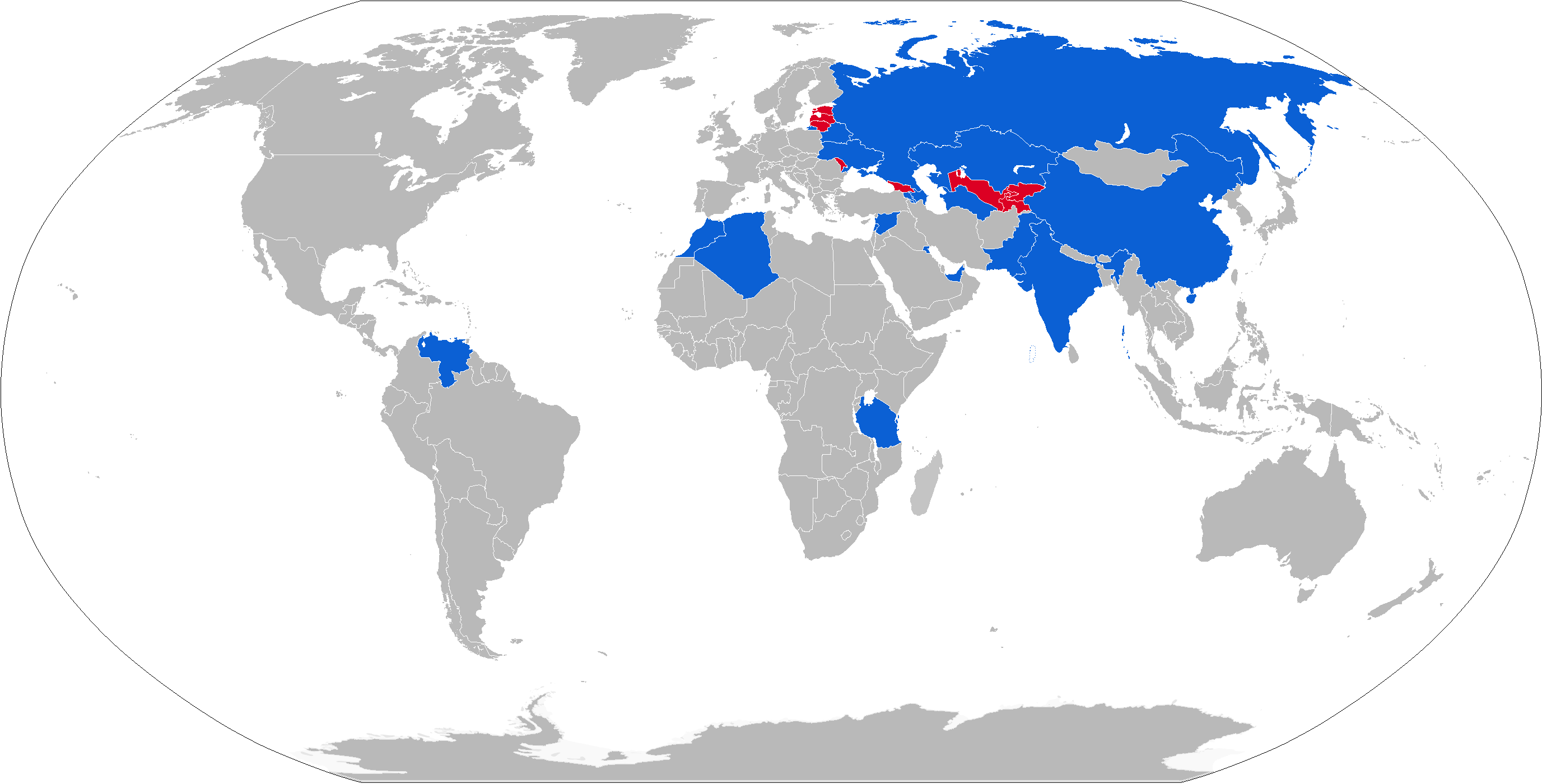
Carte des opérateurs du BM-30 en bleu et les anciens opérateurs en rouge.

URSS : au moins 158 exemplaire en 1991 mais les chiffres ne prenne en compte que les exemplaires situé à l'Ouest et donc déclaré dans le cadre du CFE, repartie entre l'Ukraine, la Biélorussie et la Russie à l'effondrement de l'URSS.

## Galerie photo

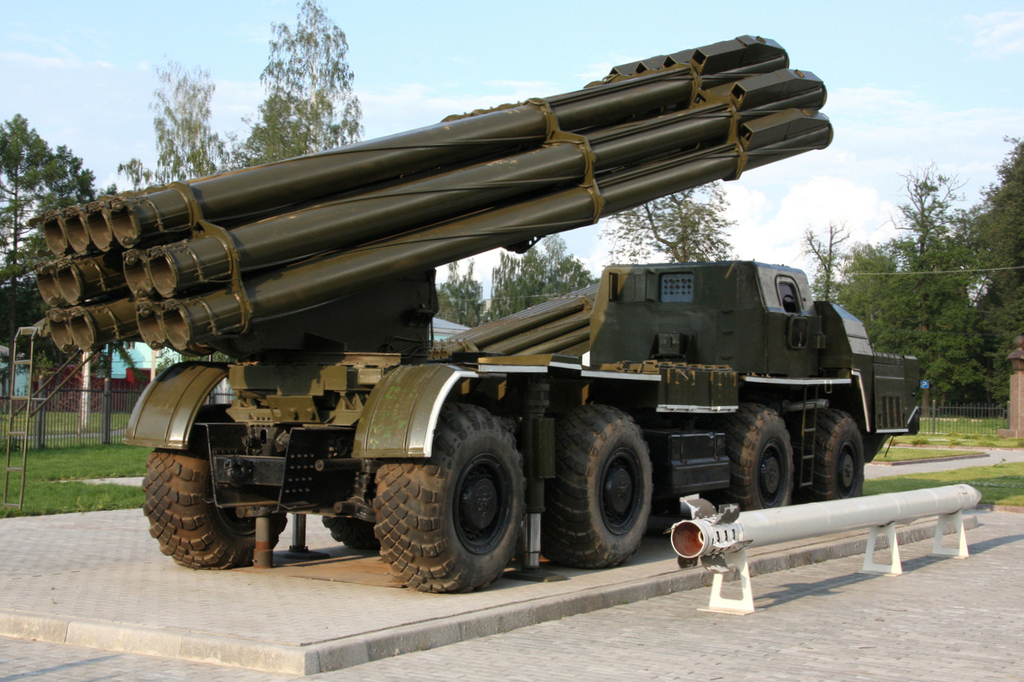
Vue arrière d'un BM-30 avec une roquette, exposés comme un monument à Toula, dans l'enceinte de l'usine de production Splav.
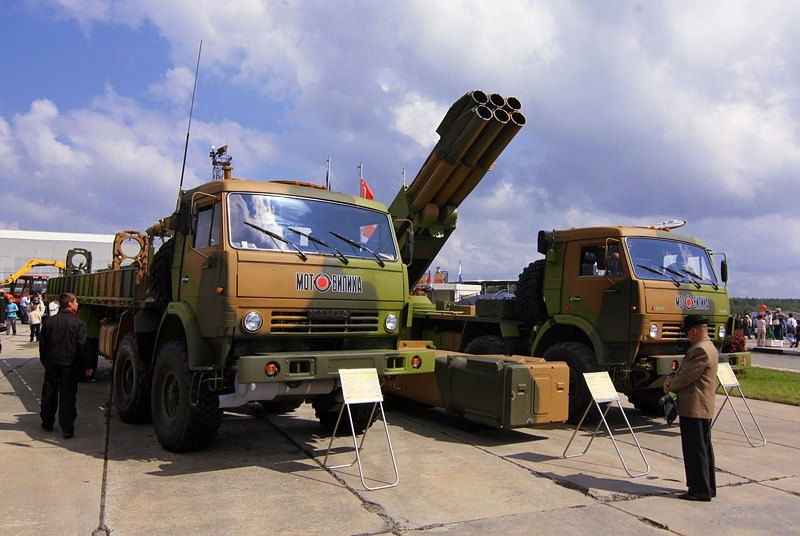
Un 9A52-4 Tornade sur châssis KamAZ-6350, présentés en 2009 à Nijni Taguil, lors de la Russia Arms Expo.
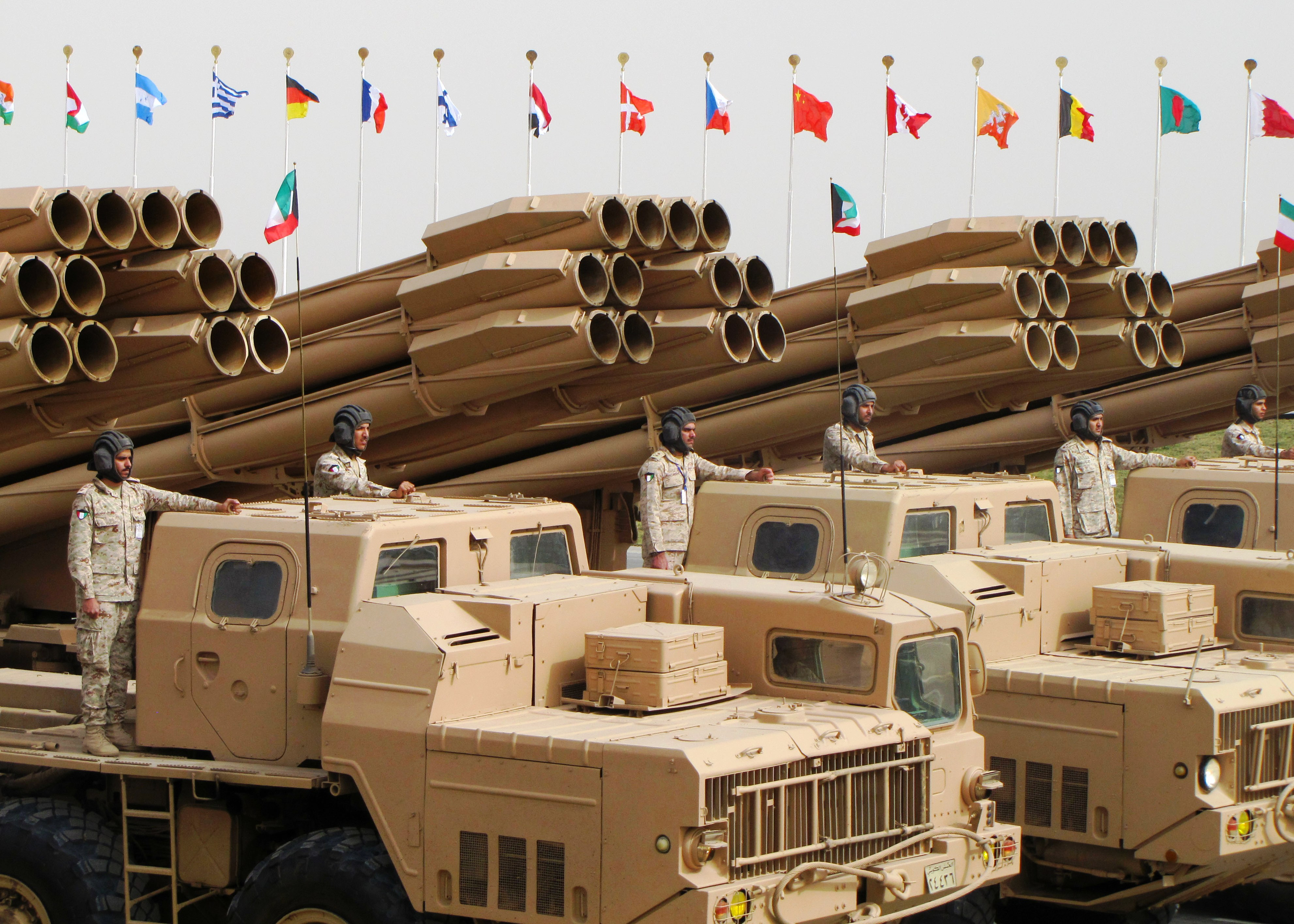
Des BM-30 Smertch de l'Armée de terre koweïtienne en 2011, visibles pendant la parade du 26 février célébrant les 20 ans de libération du régime de Saddam Hussein.
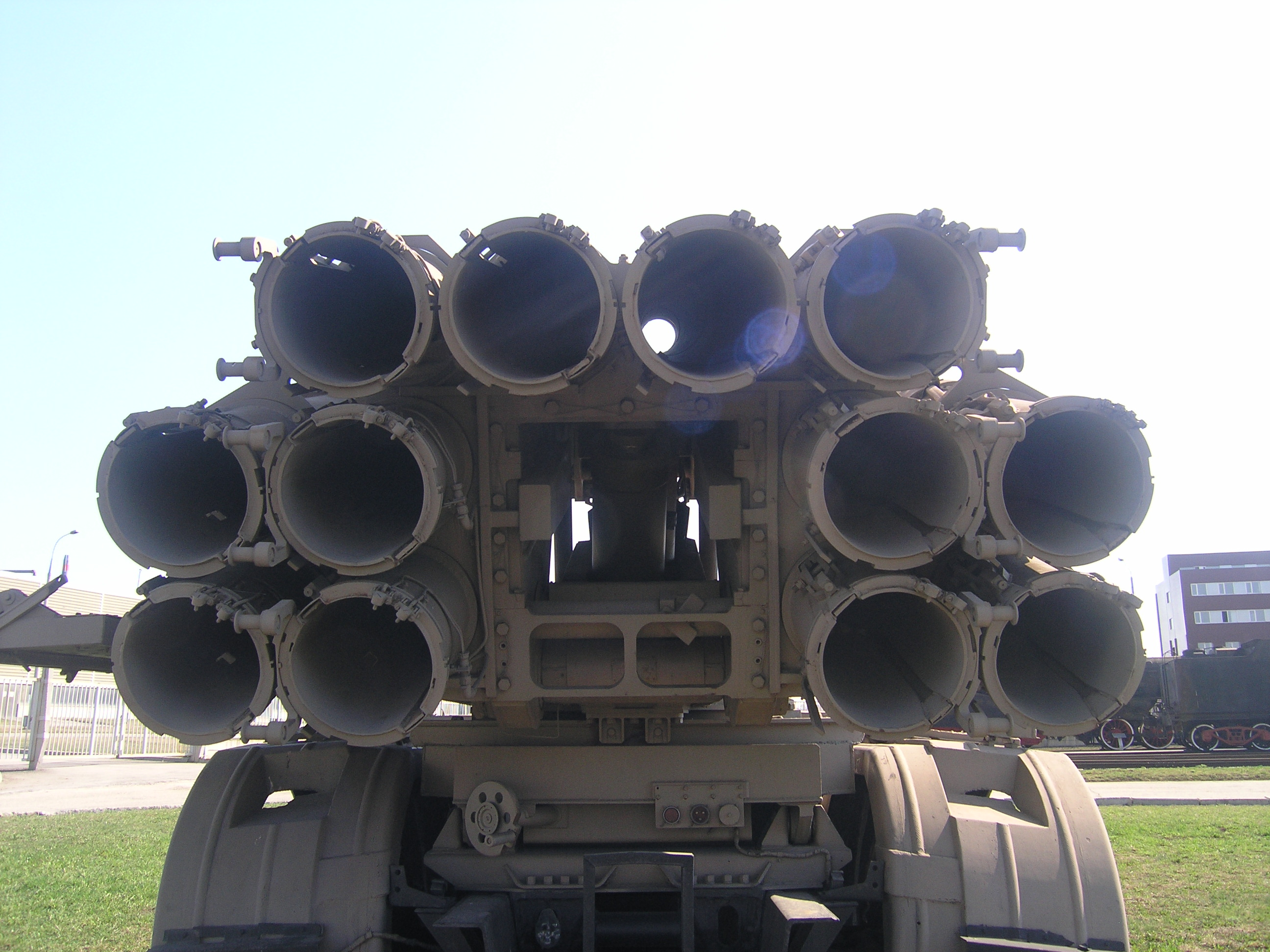
Les 12 tubes de 300 mm du BM-30
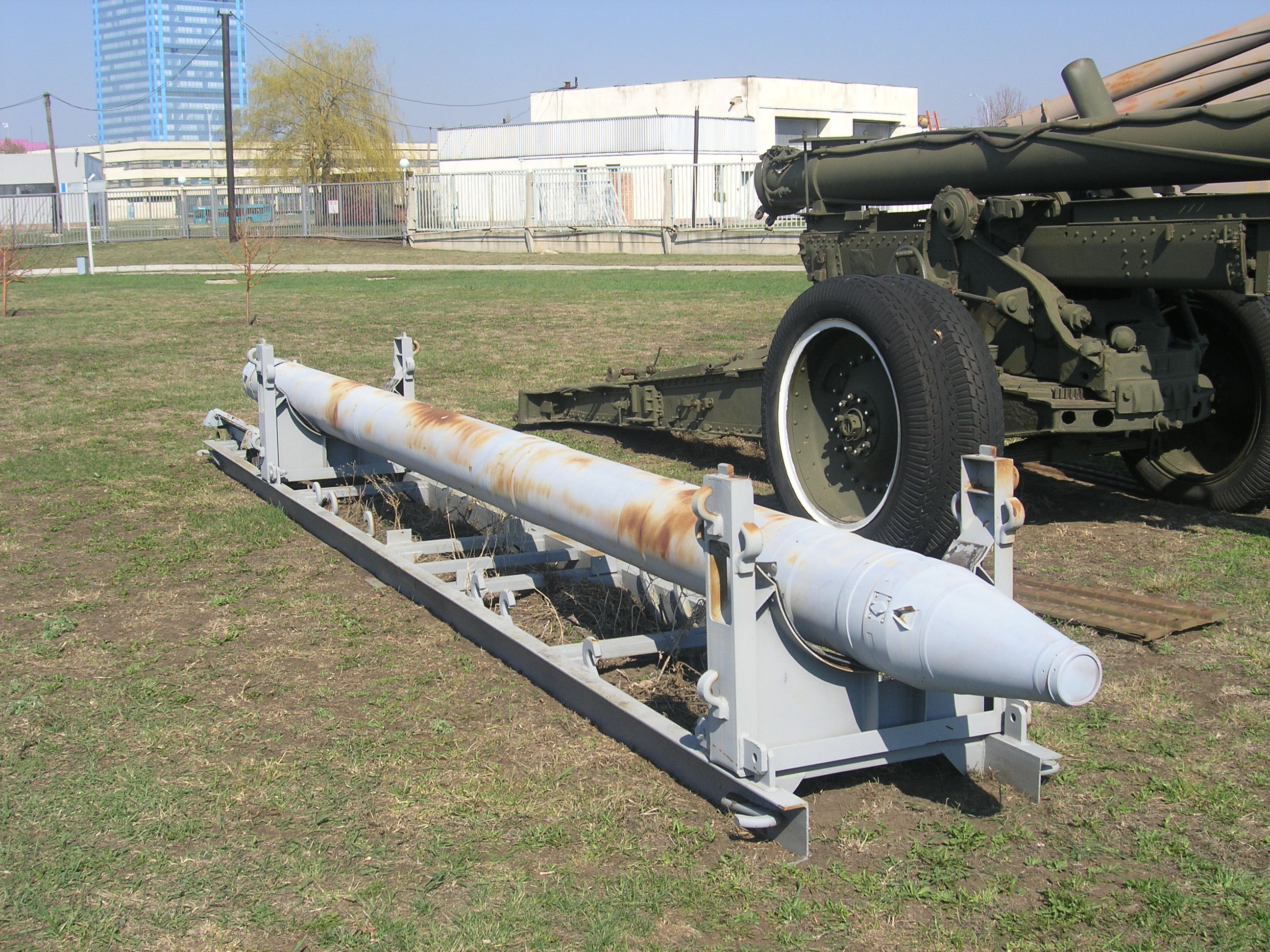
Une roquette de 300 mm en exposition.
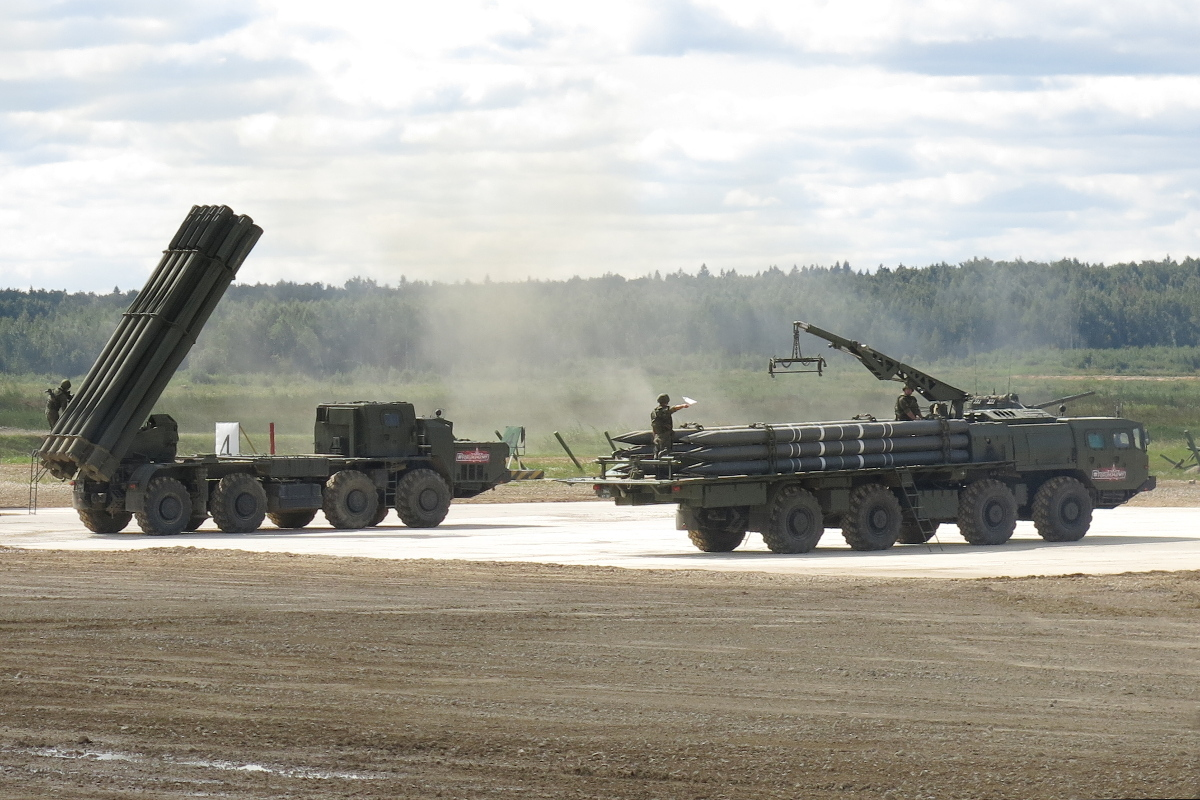
Un BM-30 de l'armée russe, à gauche, avec son véhicule tandem de rechargement, à droite.

### Projets liés
- URSS /  T-72
- URSS /  BM-21 Grad
- URSS /  Tornado-G
- URSS /  BM-27 Ouragan
- URSS /  TOS-1
- Russie TOS-2
- Polonez
- PHL-16
- Vilkha

### Projets similaires
- LAR-160 (en)
- / LAROM
- / TAM VCLC (es)
- Astros II
- Cohete Rayo (es)
- SLM FAMAE (es)
- M142 HIMARS
- M270 (appelé aussi MLRS)
- / RM-70
- / WR-40 Langouste
- / Katyusha
- // M-63 Plamen (en)
- // M-77 Oganj
- // Orkan M87
- WM-80